# Piotr Waśko
Piotr Roman Waśko (ur. 22 lutego 1961 w Czarnkowie, zm. 29 stycznia 2023) – polski polityk i samorządowiec, poseł na Sejm VI kadencji.

## Życiorys
Ukończył studia na Uniwersytecie im. Adama Mickiewicza w Poznaniu, uzyskał magisterium z kulturoznawstwa. W latach 1983–1990 przewodniczył kołu Związku Młodzieży Wiejskiej. Od 1984 do 1987 zasiadał w Miejsko-Gminnej Radzie Narodowej Wielenia, a od 1987 do 1990 był członkiem Wojewódzkiej Rady Narodowej w Pile. W okresie 1987–1989 należał do Zjednoczonego Stronnictwa Ludowego. W latach 1996–2002 pełnił funkcję burmistrza miasta i gminy Wieleń, następnie do 2006 pracował jako dyrektor departamentu oświaty w Urzędzie Marszałkowskim Województwa Wielkopolskiego. W 2006 z ramienia Platformy Obywatelskiej został wybrany na radnego Sejmiku Województwa Wielkopolskiego. W 2008 został członkiem zarządu Komitetu Odbudowy Zamku Królewskiego w Poznaniu.
Z listy PO w wyborach parlamentarnych w 2005 bez powodzenia kandydował do Sejmu, w wyborach parlamentarnych w 2007 uzyskał mandat poselski. Kandydując w okręgu pilskim, otrzymał 6260 głosów. W 2011 bezskutecznie ubiegał się o reelekcję. W 2014 bez powodzenia kandydował na burmistrza miasta i gminy Wieleń oraz do rady powiatu czarnkowsko-trzcianeckiego. Mandat radnego powiatu uzyskał natomiast w wyborach w 2018.
Został pochowany na cmentarzu parafialnym w Rosku.